# Nick Price (actor)
Nicholas Thomas "Nick" Price (Dallas, Texas; 5 de abril de 1993) es un actor estadounidense, más conocido por su papel del investigador Pete Crenshaw en las películas Los tres investigadores en el secreto de la isla del esqueleto (2007) y Los tres investigadores en el secreto del castillo del terror (2009).

## Primeros años
Price nació en Dallas, Texas el 5 de abril de 1993, tiene una hermana mayor y dos hermanos; el menor Nathan y el mayor David también actores.

## Carrera
Ha aparecido en programas y películas para la televisión y en varios comerciales, antes de ser elegido en el 2006 para Los tres investigadores en el secreto de la isla del esqueleto en el papel principal de Pete Crenshaw, pasando más de tres meses en Sudáfrica para el rodaje. La película no fue un éxito de taquilla. 
La segunda película Los tres investigadores en el secreto del castillo del terror comenzó a filmarse en noviembre de 2007 en Ciudad del Cabo, Sudáfrica.

## Filmografía
| Año  | Título                                                         | Rol                  | Notas                       |
| ---- | -------------------------------------------------------------- | -------------------- | --------------------------- |
| 2003 | I Want a Dog for Christmas, Charlie Brown                      | Schroeder            | (voz)                       |
| 2003 | Dos viejos cascarrabias                                        | Hijo de Walt         | (detrás de escena)          |
| 2005 | Because of Winn-Dixie                                          | Dunlap Dewberry      | Papel Recurrente            |
| 2005 | Medium                                                         | Andrew               |                             |
| 2005 | Cold Case \| George Marks                                      |                      |                             |
| 2006 | En busca del valle encantado 12: El gran día de los voladores  | Pie Pequeño/Piecitos | protagonista                |
| 2007 | Los tres investigadores en el secreto de la isla del esqueleto | Pete Crenshaw        | protagonista/Coprotagonista |
| 2009 | Los tres investigadores en el secreto del castillo del terror  | Pete Crenshaw        | Protagonista/Coprotagonista |
| 2013 | Surgery                                                        | Timothy              |                             |